# Cudoniella rubicunda
Cudoniella rubicunda är en svampart som först beskrevs av Rehm, och fick sitt nu gällande namn av Dennis 1964. Cudoniella rubicunda ingår i släktet Cudoniella och familjen Helotiaceae.   Inga underarter finns listade i Catalogue of Life.